# میز کار

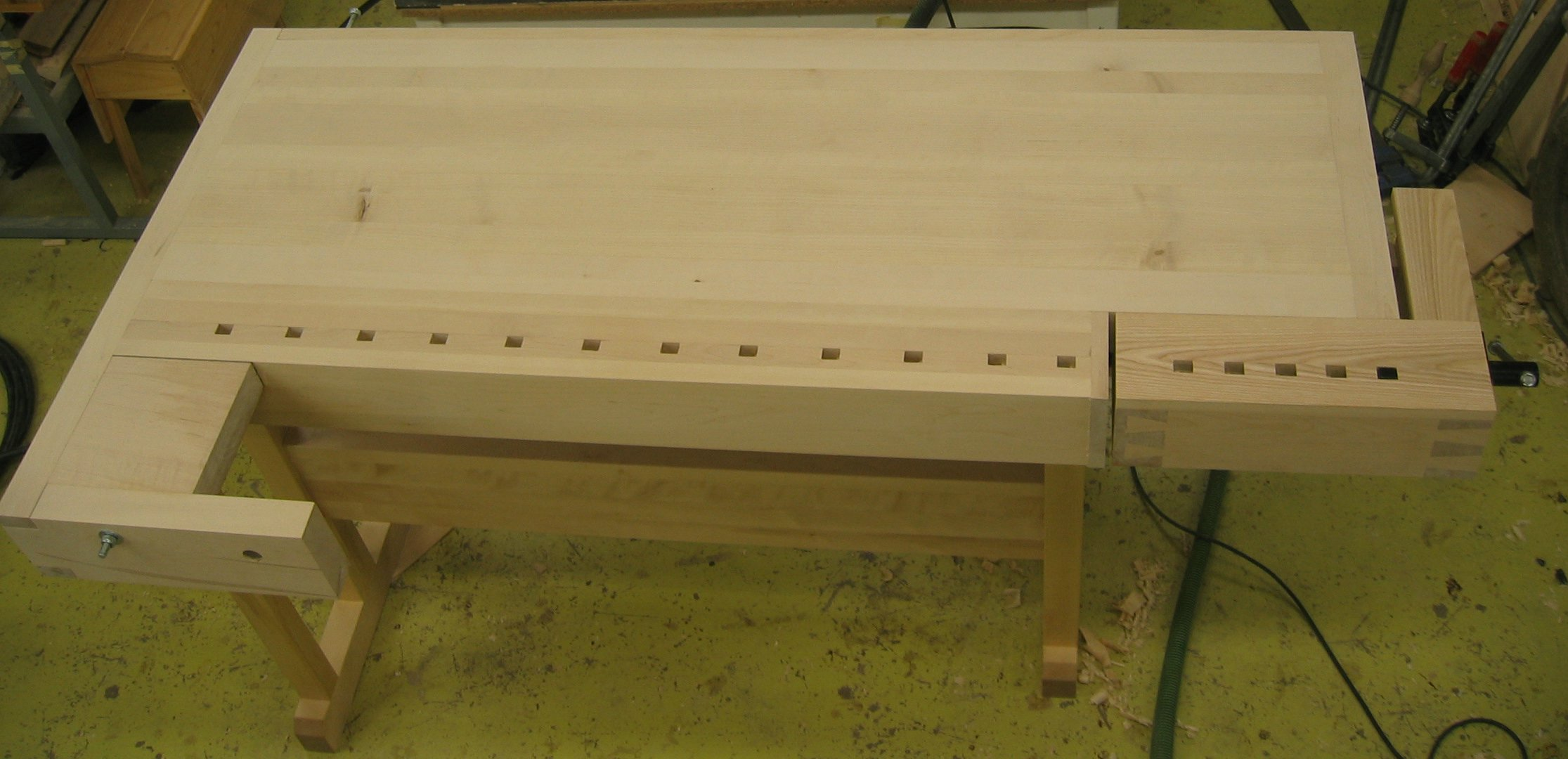
میز کار نجاری به سبک اروپایی در بیشتر موارد، «کلاه انتهایی» و «بازوی گیره شانه‌ای» به‌طور قابل توجهی ضخیم‌تر از آنچه در بالا نشان داده شده‌است. در واقع، این گیرهٔ شانه‌ای و «بازوی» آن ناتمام به نظر می‌رسد.

یک میزکار میز محکمی است که در آن کار دستی انجام می‌شود. آنها از سطوح ساده مسطح گرفته تا طرح‌های بسیار پیچیده که ممکن است به خودی خود ابزار محسوب شوند، متغیر هستند. اندازه میزکارها از میزهای کوچک جواهرسازی تا میزهای عظیمی که سازندگان راه‌پله استفاده می‌کنند متفاوت است. تقریباً همه میزکارها مستطیل شکل هستند، اغلب از سطح، گوشه‌ها و لبه‌ها به عنوان استانداردهای تخت/مربع و ابعاد استفاده می‌کنند. طراحی به اندازه نوع کاری که از میزها استفاده می‌شود متفاوت است، اما اکثر آنها دارای ویژگی‌های زیر هستند:
- ارتفاع راحت برای کار با تدارکات لازم برای کار نشسته یا ایستاده
- روشی برای ثابت کردن قطعه‌کار روی سطح به طوری که ممکن است با هر دو دست کار شود
- مقررات مربوط به نصب، نگهداری و دسترسی به ابزارها

## انواع
1. چند منظوره/قابل حمل: این نیمکت‌ها کوچک، سبک، جمع شونده هستند و معمولاً گیره‌های داخلی دارند. با عنوان همراه‌کار بلک اند دیکِر، نیمکت اختراع شده و ثبت شده توسط ران هیکمن،[۱] می‌تواند برای طیف گسترده‌ای از کارهای دستی استفاده شود.
2. چوب‌کاری
3. فلزکاری
4. باغبانی
5. الکترونیک: برای مونتاژ و تعمیر انواع تجهیزات الکترونیکی از جمله وسایل ارتباطی، رایانه ای و سرگرمی خانگی استفاده می‌شود.
6. نرم‌افزار
7. صنعتی
8. تعمیر عمومی
9. کار آزمایشگاهی
10. هنری و مجسمه‌سازی
11. جواهرسازی و ساعت‌سازی
12. نصب و مونتاژ